# Layal Abboud
Layal Abboud (arabiska: ليال عبود:layāl ʿab'boud), född 15 maj 1982, är en libanesisk popsångare.
Abbouds musikaliska karriär startade med utgivandet av hennes första album Fi Shouq (arabiska: في شوق: on longing) publicerat i slutet av 2007. Hon sjunger på olika arabiska dialekter och är känd för sin presentation av libanesisk folkmusik. Abboud är medlem i Syndicate of Professional Artists i Libanon.